# Nyagitibira
Nyagitibira är ett periodiskt vattendrag i Burundi.   Det ligger i provinsen Makamba, i den södra delen av landet, 120 km sydost om huvudstaden Bujumbura.
Omgivningarna runt Nyagitibira är en mosaik av jordbruksmark och naturlig växtlighet. Runt Nyagitibira är det ganska tätbefolkat, med 93 invånare per kvadratkilometer.